# Ménrót
A Ménrót férfinév eredete homályos. A középkori mondákban – Ladó és Bíró szerint – a magyarság ősapjaként emlegetett Nimród nevét helyettesítik vele.
A Ménrót név valószínűleg magyar gyökerű, s jelentése – mén (csődör) és rós (vörös) szavunkból következtetve – alighanem vörös mén.
Kézai Simon Gesta Hunnorum et Hungarorum (Hunok és magyarok cselekedetei) című művében Ménrót – az eredeti latin szövegben Menrot –, Thana fia, Jáfet utódja a magyarok őse. Kézai tudósításához igazodik több középkori évkönyv is.

## Gyakorisága
Az 1990-es években szórványos név, a 2000-es években nem szerepel a 100 leggyakoribb férfinév között.

## Névnapok
- április 28.[2]
- augusztus 1.[2]
- november 11.[2]

## Híres Ménrótok
- Nimród (király), a magyarok mondabeli őse, regék szereplője.

## Kézai Simon Ménrótról
Menrót Persiába költözik Fiai Hunor és Mogor a húnok és magyarok ős atyjai.

Mellőzve tehát az eseményeket, mellyek kezdett tárgyunknak színt adnak, vissza kell térnünk Menróth óriásra, ki a nyelvek megkezdődött összezavarodása után Eviláth földére méne, mellyet ez időben Persia tartományának neveznek, és ott nejétől Eneth-től két fiat nemze, Hunort tudniillik és Mogort, kiktől a húnok vagy magyarok származtak. De mivel Menróth óriásnak Enethen kivűl mint tudjuk, több neje is volt, kiktől Hunoron és Mogoron kivűl több fiakat és leányokat is nemzett; ezen fiai és maradékaik Persia tartományát lakják, termetre és szinre hasonlítnak a húnokhoz, csak hogy kissé különböznek a beszédben, mint a szászok és thüringek. S minthogy Hunor és Mogor első szülöttek valának, atyjoktól megválva kölön sátrakba szállnak vala. Történt pedig, hogy a mint egyszer vadászni kimentek, a pusztán egy szarvas ünőre bukkanának, mellyet, a mint előttök futott, a Meotis ingoványaiba kergetének. S midőn az ott szemök elől tökéletesen eltűnt, sokáig keresék, de semmi módon nem találhatták. Végre is az említett ingoványokat bejárván, azon földet baromtartásra alkalmasnak szemlélték.